# Conférence nationale souveraine (République du Congo)
Pour les articles homonymes, voir Conférence nationale souveraine.
La Conférence nationale souveraine (CNS) du Congo-Brazzaville se tient du 25 février au 10 juin 1991 sous la conduite de monseigneur Ernest Kombo, alors évêque d'Owando, désigné président du présidium de la CNS. Elle est convoquée dans un contexte de crise multidimensionnelle, économique, sociale et politique, avec pour ambition de dresser un bilan critique du régime dominé par le Parti congolais du travail (PCT) et de définir les bases d’une démocratie effective. Réunissant plus de 1 200 délégués représentant les partis politiques, les syndicats, la société civile, les forces armées et les confessions religieuses, elle se proclame souveraine, s’arrogeant une autorité supérieure à celle des institutions en place. Parmi les décisions majeures figurent la restauration des symboles de la République, la nomination d’un Premier ministre chargé de conduire la transition, l’adoption d’un Acte fondamental fixant les règles provisoires de gouvernance, ainsi qu’un réexamen du parcours politique national, notamment à travers des échanges sur les violences et dérives passées. En dépit de fortes tensions et divergences, la CNS reste un jalon essentiel dans l’histoire de la démocratisation en république du Congo.

## Contexte et objectif

### Contexte historique
À la fin des années 1980 et au début des années 1990, la chute en Europe des régimes communistes, combinée aux pressions internationales en faveur de la démocratisation, favorise l’émergence du multipartisme en Afrique centrale, y compris au Congo‑Brazzaville. 
Dès le 7 novembre 1988, Bernard Kolélas, principal opposant au Parti congolais du travail, adresse une lettre ouverte au président Denis Sassou-Nguesso pour l’exhorter à organiser un dialogue inclusif entre toutes les forces politiques du pays. Il renouvelle cette demande en novembre 1989, appelant clairement à la démocratisation du régime par l’instauration du capitalisme et d’une démocratie libérale. Face à ces pressions, Sassou-Nguesso tente dans un premier temps de temporiser. Le 31 décembre 1989, il réaffirme à la radio le rôle dirigeant du PCT tout en se disant ouvert à certaines mutations et à une économie favorable au secteur privé.
Tenu le 20 juin 1990, le sommet de La Baule, à l’initiative du président français François Mitterrand, marque un tournant : il y affirme que les pays africains qui ne s’engageront pas dans un processus de démocratisation du système politique verront l’aide internationale réduite,.
Le 4 juillet 1990, face à une contestation croissante en faveur du pluralisme politique, le comité central du Parti congolais du travail (PCT) reconnait officiellement le multipartisme et la nécessité d’abandonner l’idéologie marxiste-léniniste. Le 30 septembre 1990,  il décide d’instaurer immédiatement le multipartisme et d’organiser une conférence nationale. Cela marque l’abandon officiel du système de parti unique au Congo-Brazzaville. Cette annonce fait suite à plusieurs mois de pressions internes et externes (églises, syndicats ou des personnalités politiques comme Jean-Pierre Thystère-Tchicaya) réclamant une ouverture démocratique, poussant le président Denis Sassou-Nguesso à acter officiellement le tournant politique attendu,.
Dans la foulée, de nombreux partis voient le jour, tandis que 375 Églises sont reconnues, dans un contexte de libéralisation de la vie associative. Lors de son IVe congrès extraordinaire tenu le 10 décembre de la même année, le PCT, alors parti au pouvoir, abandonne formellement l’idéologie communiste du marxisme-léninisme et prend la direction d'une idéologie socialiste fondée sur les principes de la social-démocratie ,,,.
La CNS du Congo-Brazzaville s’est ouverte le 25 février 1991, dans un climat crise généralisée, d'ordre économico-socio-politique. Elle s’inscrit dans une dynamique régionale plus large. Du Bénin au Zaïre (actuelle République démocratique du Congo), en passant par le Gabon et la Côte d'Ivoire, plusieurs États africains convoquent des conférences nationales rassemblant pouvoir, opposition et société civile pour redéfinir les règles du jeu politique et amorcer une transition vers la démocratie par l'instauration du multipartisme.

### Objectif
La CNS du Congo-Brazaville avait pour objectif de repenser l'organisation de l'État  et d’ouvrir la voie à un système politique démocratique et pluraliste en procédant à un diagnostic des dysfonctionnements que connait le pays et en posant les bases d’un nouvel ordre institutionnel juste, ouvert et tourné vers le progrès. S’inscrivant dans la lignée de l’expérience béninoise, elle entendait analyser de manière critique l'historique politique nationale afin d’en tirer des leçons, refonder les institutions nationales, réduire les prérogatives du chef de l’État, favoriser une réconciliation nationale durable  et définir un cadre propice à l’organisation d’élections législatives libres et transparentes à l’issue de la période de transition.

## Organisation
La Conférence nationale souveraine s’est réunie à Brazzaville du 25 février au 10 juin 1991. Elle réunit plus d'un millier d'acteurs divers (représentants de l’État, partis politiques, associations, société civile, militaires, etc.),. 
Initialement prévue pour deux semaines à partir du 25 février 1991, la CNS connaît d’emblée des tensions liées à la validation des listes des participants soupçonnées d’être manipulées par le PCT. Cela retarde les travaux, et la liste définitive est finalement arrêtée le 1er mars par la commission préparatoire multipartite dirigée par Louis Sylvain-Goma. Le règlement intérieur, élaboré par Jean-Martin Mbemba, fut adopté le 12 mars après d’âpres débats, consacrant la souveraineté de la conférence. 
Le 15 mars 1991, le présidium de la CNS, est constitué, avec à sa tête Mgr Ernest Kombo, évêque d’Owando. Il est secondé notamment par Stéphane-Maurice Bongho-Nouarra, Claude-Ernest Ndalla et Simon-Pierre Kikhounga-Ngot ,,.

### Déroulement et symboles
La CNS se déclare immédiatement souveraine. Elle supprime les attributions présidentielles de Denis Sassou-Nguesso sans le destituer, restaure les symboles républicains (hymne, drapeau tricolore) et met en place un Conseil supérieur de la République (CSR) en remplacement de l’Assemblée nationale populaire, qui sera dirigé par Mgr Ernest Kombo.

### Participants
La conférence réunissait exactement 1 202 délégués, dont des représentants de 67 partis politiques (8 délégués chacun) et 134 associations (2 délégués chacune), ainsi que des personnalités invitées à titre individuel (anciens Premiers ministres, fonctionnaires internationaux, etc.). La Conférence syndicale congolaise (CSC) et l’armée disposaient chacune de 20 délégués. Le Parti congolais du travail (PCT), malgré ses nombreuses structures satellites, dont plusieurs non reconnues, ne disposait que de deux délégués par association,.

### Rôle de l'armée
Dès l’ouverture de la Conférence nationale, l’armée, représentée par le général Jean-Marie Michel Mokoko, chef d’état-major des FAC, affirme son soutien au processus démocratique. Mokoko insiste sur la neutralité des forces armées, désormais au service des institutions républicaines plutôt que d’un parti ou d’un individu, et s’engage à leur retrait de la scène politique.

## Débats et tensions

### Ouverture des discussions
Les interventions débutèrent réellement le 19 mars, avec les discours des partis politiques. Le Mouvement congolais pour la démocratie et le développement intégral (MCDDI) de Bernard Kolélas ouvrit les échanges. Retransmise en direct par Télé Congo, la CNS devint un moment cathartique où les opposants au régime, jeunes ou anciens, prirent la parole librement. La liberté de ton fut totale, avec des critiques virulentes contre le PCT. L’intervention du président Denis Sassou Nguesso, par message filmé, tenta d’apaiser les tensions. Il ne se rendit à la salle des débats que le 17 mai, date à laquelle les anciens symboles de la République furent rétablis (hymne, drapeau, devise). Toutefois, il ne se prêta pas à l'exercice de prendre la parole en plénière ou en commission, invoquant sa position de chef de l’Etat. Plusieurs officiers supérieurs adoptèrent la même posture. En réponse, la CNS adopta une résolution demandant la radiation de tous les officiers ayant ignoré ses convocations, y compris Sassou-Nguesso.

### Désignation des coupables
Les débats culminèrent autour de la responsabilité du PCT et de ses dirigeants dans la mauvaise gouvernance, la corruption et les crimes politiques, notamment les assassinats de 1965 (Pouabou, Matsocota, Massouémé) et celui du 18 mars 1977 (Marien Ngouabi, ancien président). Lors de la synthèse des travaux, la CNS rendit un réquisitoire sévère contre le PCT. Le président Denis Sassou-Nguesso fut personnellement désigné comme responsable et sommé de rembourser un milliard de francs CFA à l’État, sans préjudice des poursuites judiciaires que les tribunaux étaient appelés à engager pendant la transition. S’il fut également reconnu responsable des crimes imputés au comité militaire du parti (CMP), notamment l’assassinat du président Marien Ngouabi et les violences perpétrées à Owando en 1987, la demande de déchéance automatique des membres du CMP et des dirigeants du groupe de Mpila fut rejetée. La CNS laissa au futur gouvernement de transition le soin d’engager d’éventuelles poursuites au cas par cas. Par ailleurs, un acte d’amnistie économique (acte 18) fut rejeté, bien que le sujet ait été repris dans les débats au cours de la transition.
Le 26 avril 1991, lors d’une session de la Conférence nationale souveraine, Denis Sassou-Nguesso déclare : « J’assume », endossant publiquement la responsabilité de son action à la tête de l’État, ainsi que celle de l’ensemble de la classe dirigeante, y compris ses opposants,,.

### Fragmentation des alliances
Les accusations autour des crimes de sang modifièrent profondément les équilibres. Une fracture apparut entre un Front des forces du changement et un « front conservateur », favorable à l’élargissement et au pardon. Le PCT, bien que mis en minorité initialement, parvint à nouer des alliances de circonstance avec des figures de l’opposition.

## Acte fondamental et institutions de transition
Le 4 juin 1991 fut adopté un Acte fondamental régissant la transition. Il instaurait un Premier ministre doté de pouvoirs exécutifs étendus, sous la surveillance d’un Conseil supérieur de la République (CSR). Ce dernier, équivalent d’un parlement de transition, pouvait révoquer le chef du gouvernement. Mgr Ernest Kombo fut élu à la tête du CSR, assisté de Bokamba Yangouma (1er vice-président) et Fulgence Milandou (2e vice-président, représentant du PCT),.

## Élection du Premier ministre de transition

### Candidats et tractations
Plusieurs personnalités se disputèrent le poste-clé de Premier ministre, notamment Pascal Lissouba, appuyé par d’anciens cadres du PCT, et André Milongo qui bénéficia notamment du soutien stratégique de Bernard Kolélas,.

### Déroulement du vote
Le vote a lieu le 8 juin 1991dans la grande salle du Palais des congrès. Une élection du Premier ministre de transition, selon un vote à bulletin secret retransmis en direct à la télévision, avec dépouillement public et immédiat.
Au premier tour, Pascal Lissouba arrive en tête avec 285 voix, suivi par André Milongo (197 voix) et Gabriel Bokilo (110 voix). Conformément au règlement, cinq candidats se présentent au deuxième tour, indépendamment de leur rang : Ebouka Babakas (49 voix) et Jean-Martin Mbemba (34 voix) rejoignent les trois premiers.
Lors du deuxième tour, Milongo bénéficie de plusieurs ralliements notables, notamment de Samuel Badinga, Ekondy-Akala et Clément Mierassa, ce qui lui permet de recueillir 298 voix, contre 362 pour Lissouba, qui conserve la première place, bien que ses soutiens soient plus discrets.
Le troisième tour oppose les trois premiers candidats. Milongo progresse significativement grâce à l'appui d’Ebouka Babakas, atteignant 419 voix. Lissouba ne gagne que 25 voix supplémentaires, totalisant 387, tandis que Bokilo régresse à 83 voix avant de se retirer, sans consigne de vote.
Dans un contexte de forte mobilisation populaire, où les citoyens suivent en direct les résultats et effectuent leurs propres décomptes, le quatrième et dernier tour voit s’affronter deux blocs politiques : Milongo, soutenu par une coalition de forces opposées au PCT et à Denis Sassou Nguesso, face à Lissouba, perçu comme appuyé par les courants issus de l’ancien régime.
Après une ultime déclaration de chaque finaliste, le scrutin se conclut dans la soirée par la victoire d’André Milongo, qui l’emporte avec 454 voix contre 419 pour Lissouba,.

## Clôture
La clôture solennelle est marquée le 10 juin 1991 par la cérémonie du « lavement des mains » initié par msgr Kombo et le planting d’arbres, donnant naissance à la Journée de la concorde nationale, désormais fériée chaque 10 juin,. Le gouvernement Milongo, formé une semaine plus tard, reflétait la coalition qui l’avait soutenu. Le PCT n’y obtint aucun portefeuille.

## Héritage de la CNS

### Constitution
La transition démocratique s’amorce avec les quatre mois de débats de la Conférence nationale souveraine (février–juin 1991), conçue comme un espace de vérité et de réconciliation face aux tensions du passé. Elle aboutit à l’abrogation de la Constitution de 1979 et à l’adoption d’un Acte fondamental 4 juin 1991, cadre juridique provisoire devant guider le pays jusqu’à la fin de la transition prévue pour juin 1992. Une nouvelle Constitution est adoptée par référendum le 15 mars 1992, marquant le retour à un régime démocratique pluraliste. Ce texte, élaboré par le Conseil supérieur de la République présidé par Mgr Ernest Kombo, remplace l’ancienne constitution. Malgré des difficultés logistiques et des critiques sur le processus électoral, le référendum est largement approuvé par la population. Il ouvre la voie à une série d’élections démocratiques (municipales, législatives et présidentielle) qui conduisent à l’alternance politique et à l’élection de Pascal Lissouba à la présidence en août 1992.

### Élections
Suivant l’adoption de la nouvelle Constitution, une série de scrutins démocratiques est organisée en 1992 : élections municipales et régionales en mai, législatives en juin-juillet, puis présidentielle en août, marquant l’avènement du pluralisme politique. Lors du premier tour de la présidentielle, le 2 août, Pascal Lissouba (UPADS) arrive en tête avec 36 % des voix, devant Bernard Kolélas (MCDDI, 20,3 %) et Denis Sassou-Nguesso (PCT, 16,9 %), éliminé à ce stade. Un accord est alors conclu entre l’UPADS et le PCT en vue d’une alliance pour le second tour. Le 16 août, Lissouba l’emporte avec 61,3 % des suffrages face à Kolélas, s’imposant dans sept des dix régions du pays. Il est investi président le 31 août 1992 et nomme Stéphane-Maurice Bongho-Nouarra, membre de son parti, au poste de Premier ministre.